# Daniel Plaumann
Daniel Plaumann ist ein deutscher Algebraiker und Professor für Mathematik. Habilitiert an der Universität Konstanz, lehrt er seit 2016 als Professor für Algebra und Geometrie an der Technischen Universität Dortmund. Im Jahr 2018 wurde er mit dem Lehrpreis der Fakultät für Mathematik der TU Dortmund ausgezeichnet.
Er ist Mitglied im wissenschaftlichen Beirat des Geometriemagazins Advances in Geometry.

## Werdegang
Plaumann hat an vier verschiedenen Universitäten Mathematik studiert, Promotion (2008) und Habilitation folgten dann an der Universität Konstanz. Seine Forschungsinteressen liegen im Bereich der positiven Polynome, der konvexen sowie klassischen algebraischen Geometrie und der algebraischen Grundlagen der Optimierung.

## Werke (Auswahl)
- Einführung in die Algebraische Geometrie. In: SpringerLink. 2020, doi:10.1007/978-3-662-61779-3.
- Algebra. In: SpringerLink. 2023, doi:10.1007/978-3-662-67243-3.
- mit Tim Netzer: Geometry of Linear Matrix Inequalities. In: Compact Textbooks in Mathematics. 2023, ISSN 2296-4568, doi:10.1007/978-3-031-26455-9.